# Esteban Rodríguez Miró
Pour les articles homonymes, voir Rodríguez et Miro.
Esteban Rodriguez Miro (1744 - 4 juin 1795), aussi connu comme Esteban Miro et Estevan Miro, est un officier de l'armée espagnole puis gouverneur de Louisiane et de Floride Occidentale de 1785 à 1791.

## Source
- (en) Cet article est partiellement ou en totalité issu de l’article de Wikipédia en anglais intitulé « Esteban Rodríguez Miró » (voir la liste des auteurs).